# Eurycantha insularis
Eurycantha insularis är en insektsart som beskrevs av Lucas 1869. Eurycantha insularis ingår i släktet Eurycantha och familjen Phasmatidae. Inga underarter finns listade i Catalogue of Life.